# Ryuki Miura
Ryuki Miura (født 17. maj 1992) er en japansk fodboldspiller, som spiller for den japanske fodboldklub Júbilo Iwata.